# Alfas da Vinci
Alfas da Vinci, född 3 juni 2008 i Lenhovda i Kronobergs län, död 30 december 2017 på Vincennesbanan i Paris i Frankrike, var en svensk varmblodig travhäst. Han tränades och kördes av Joakim Lövgren (2014–2017). I början av karriären tränades han av Tommy Zackrisson (2011–2014). Han räknades som en av Sveriges bästa travhästar över lång distans under mitten av 2010-talet.
Alfas da Vinci tävlade åren 2011–2017 och sprang in 5,5 miljoner kronor på 109 starter varav 26 segrar, 19 andraplatser och 13 tredjeplatser. Han tog karriärens största segrar i Walter Lundbergs Memorial (2014), Östersunds Stora Stayerlopp (2014), Malmö Stads Pris (2015), Svenskt Mästerskap (2015), Prix Ovidius Naso (2015) och Gulddivisionen (mars 2016). Han kom även på andraplats i Lyon Grand Prix (2015, 2016, 2017) och Prix de Beaugency (2016) samt på tredjeplats i Harper Hanovers Lopp (2014).

## Olyckan på Vincennes
I december 2017 deltog Alfas da Vinci i det franska vintermeetinget på Vincennesbanan i Paris i december 2017. Den 30 december 2017 på Vincennes startade han i karriärens 109:e lopp och under loppet var han inblandad i en olycka. Han kördes av Björn Goop och ekipaget krockade med Call Me Keeper med kusken Pierre Vercruysse. Alfas da Vinci bröt benet och man tvingades avliva honom på plats. Han blev nio år gammal. Han hade tagit sin senaste seger bara drygt en månad tidigare i UltraStayern på Mantorpstravet, där han kördes av sin tränare Joakim Lövgren.